# Lunar Knights
 (mars 2020).
Si vous disposez d'ouvrages ou d'articles de référence ou si vous connaissez des sites web de qualité traitant du thème abordé ici, merci de compléter l'article en donnant les références utiles à sa vérifiabilité et en les liant à la section « Notes et références ».
Lunar Knights (ボクらの太陽 Django & Sabata, Bokura no Taiyō: Django & Sabata) est un jeu vidéo de type action-RPG développé par Kojima Productions et édité par Konami. Il sort sur Nintendo DS en 2007. Il fait suite à Boktai 3: Sabata's Counterattack.

## Synopsis
Depuis la nuit des temps les vampires ont toujours terrifié les humains. Grâce à la technologie extraterrestre, cette race sanguinaire a réussi à surmonter sa faiblesse face à la lumière du Soleil. Les vampires ont alors plongé le monde dans les Ténèbres en s'équipant de l' Armure Cercueil et en activant le paraSOL, un appareil de contrôle atmosphérique. L'humanité doit alors choisir entre vivre en esclavage sous le joug des vampires ou mourir au combat. Alors que la peur et le désespoir se répandent partout, l'espoir prit la forme de deux garçons.
L'histoire commence avec Lucian, un épéiste sombre et mystérieux manipulant la légendaire épée Vanargand, qui vainc à lui seul le puissant vampire Rymer. La nouvelle de son exploit se répand rapidement et les humains deviennent rapidement intrigué par le jeune homme. Peu de temps après, Lucian croise Aaron, un apprenti bandit armé d'un pistolet solaire. Bientôt, les deux décident de voyager ensemble et de s'engager dans une bataille dangereuse contre les vampires...

## Personnages

### Lucian
Lucian (Sabata dans la version japonaise) est l'un des deux personnages principaux. Il est le Maître d'armes des Ténèbres maniant l'épée Vanargand. De nature peu sociable, il n’a à ses côtés que son compagnon Nero. Il maitrise le Clair de lune pour contrôler la puissance des ténèbres : une force qui dépasserait l'entendement des Hommes.

### Aaron
Aaron (Django dans la version japonaise) est le second personnage principal. Il est un apprenti bandit à la solde d'un réseau clandestin de résistants, la Guilde, en lutte contre les vampires. Ses expériences avec Toasty et Lucian canalisent peu à peu sa nature impulsive. Dans sa main il tient le Solar Gun, appelé Chevalier, qui lui vient de son père. Il change la lumière du Soleil en une puissance de feu destructrice qu'il envoie sur ses ennemis.

### Dumas
Dumas est le vampire qui règne sur l'Ancien et le Nouveau Culiacan. Avant les événements décrits dans le jeu, il avait fait d'Ellen, la bien-aimée de Lucian, son «épouse».

## Spécificités de gameplay

### Port cartouche GBA
Il est possible d'utiliser le capteur solaire des jeux Boktai sur Game Boy Advance pour jouer à Lunar Knights. Cela aura pour effet de recharger les stations solaires mais selon le jeu introduit dans le port cartouche de la Nintendo DS, le capteur solaire aura un effet supplémentaire différent.
- En insérant Boktai: The Sun is in Your Hand le personnage remplira sa jauge d’énergie (ENE).
- En insérant Boktai 2: Solar Boy Django le personnage remplira sa jauge de vie (LIFE).
- En insérant Shin Bokura no Taiyō: Gyakushū no Sabata le personnage remplira sa jauge de trance (TRC).

### Micro Nintendo DS
Souffler dans le microphone de la Nintendo DS fera siffler le personnage, attirant ainsi l'attention des ennemis. Cela remplace le fait de taper sur les murs dans les jeux précédents de la série Boktai. En fonction du climat, siffler permet également l'utilisation de la technique spéciale d'un Terrenien.